# 1639 год в науке
В 1639 году произошли различные научные и технологические события, некоторые из которых представлены ниже.

## События

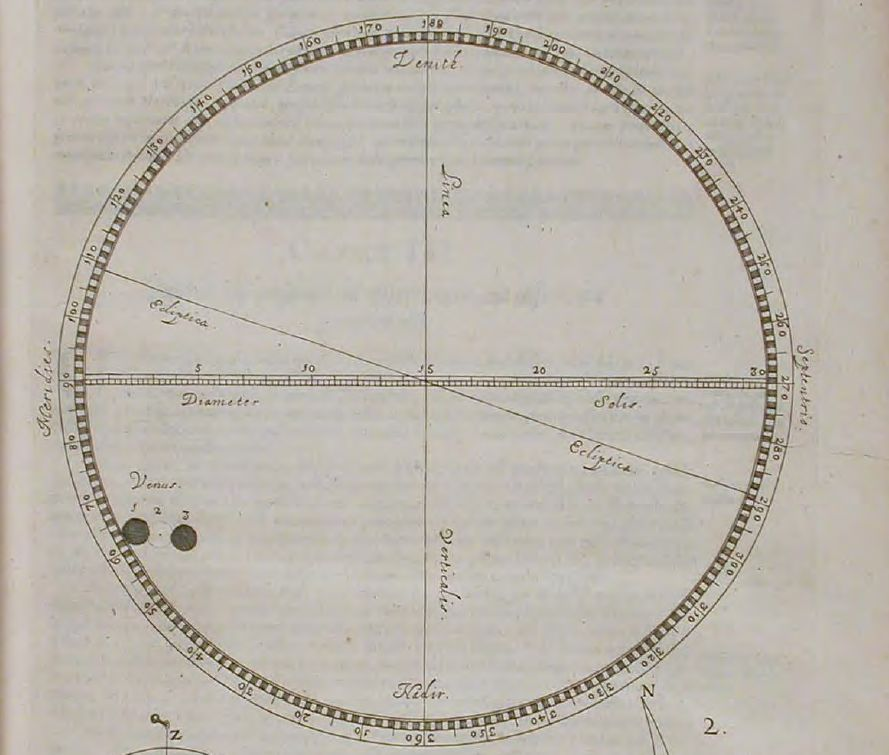
Прохождение Венеры по диску Солнца (1639, рисунок из книги Хоррокса «Venus in sole visa», 1662 г.)

- 4 декабря[1][2] — английские астрономы Джереми Хоррокс и Уильям Крабтри (независимо) впервые наблюдали прохождение Венеры по диску Солнца, ранее точно предсказанное Хорроксом. Результаты наблюдений позволили Хорроксу грубо оценить расстояние от Земли до Солнца в 95,6 млн км (реально — 149,6 млн км, до Хоррокса оценки были гораздо хуже). Результаты Хоррокса были опубликованы только в 1662 году, посмертно.
- Европейские путешественники обнаружили реку Касикьяре, соединяющую бассейны Амазонки и Ориноко[3].

## Публикации
- Жерар Дезарг, вслед за Кеплером, ввёл в трактате «Brouillon project d’une atteinte aux événemens des rencontres d’une cône avec un plan» понятие бесконечно удалённой точки[4].
- 16-летний Блез Паскаль под влиянием работ Дезарга написал свою первую научную статью «Опыт о конических сечениях» (Essai pour les coniques), напечатана в 1640 году тиражом 50 экземпляров. Помимо прочего, статья содержит «теорему Паскаля»[5].

## Родились
См. также: Категория:Родившиеся в 1639 году
- 18 декабря — Готфрид Кирх, немецкий астроном (умер в 1710 году).

## Скончались
См. также: Категория:Умершие в 1639 году
- 21 мая — Томмазо Кампанелла, итальянский философ и писатель, автор трудов по философии, богословию, астрологии, астрономии, медицине, физике, математике, политике и др., в том числе «Апология Галилея» (1616) (род. в 1568 году).
- 6 июня — Петер Крюгер, прусский математик, астроном и поэт, один из ведущих астрономов XVII века, ученик Тихо Браге и учитель Гевелия (род. в 1580 году).